# Readius
Readius是飞利浦集团旗下的Polymer Vision公司开发的世界上第一款可卷曲屏幕手机。它拥有分辨率为QVGA（320×240）像素的5.0英寸的大屏幕，还支持3G、WLAN双模双网数据通信功能，拥有4GB的内存、内置MP3播放器、3.5毫米耳机孔与mini USB接口。